# Euasteron milledgei
Euasteron milledgei là một loài nhện trong họ Zodariidae.
Loài này thuộc chi Euasteron. Euasteron milledgei được Barbara C. Baehr miêu tả năm 2003.